# Eraguene
Eraguene è un comune dell'Algeria, situato nella provincia di Jijel.